# John Robinson (soldat)
Pour les articles homonymes, voir John Robinson et Robinson.
John Robinson, né le 24 juillet 1735 à Topsfield et mort le 13 juin 1805 à Westford, est un soldat américain.
Le 19 avril 1775, pendant la bataille de Concord, Robinson est le deuxième plus haut gradé après le colonel James Barrett. Il marchait à côté de John Buttrick à la tête de la colonne américaine qui a progressé et défait les soldats britanniques au Old North Bridge ce jour-là.
Robinson participe aussi à la bataille de Bunker Hill, sert sous le général George Washington pendant le siège de Boston et, en 1786, prend part à la révolte de Shays.